# Dicrocaulon
Dicrocaulon là chi thực vật có hoa trong họ Aizoaceae.